# Cettina Donato
Cettina Donato (* 12. Oktober 1976 in Messina) ist eine italienische Jazzpianistin, die auch genreübergreifend als Komponistin, Arrangeurin und Dirigentin hervorgetreten ist.

## Leben und Wirken
Donato wuchs in Messina auf und wurde mit sechs Jahren zunächst am Schlagzeug an die Musik herangeführt, um ab dem Alter von sieben Jahren Klavierunterricht zu erhalten. Sie studierte bis zum Abschluss in klassischem Klavier am Konservatorium „Francesco Cilea“ der Reggio Calabria. Dann studierte sie Jazz bei Salvatore Bonafede und machte 2006 ihren Abschluss in Jazzpiano am Konservatorium „Antonio Corelli“ Messina mit einer Arbeit über das Pariser Konzert von Bill Evans im Jahr 1979. Außerdem erwarb sie einen Abschluss in Sozialpsychologie an der Universität Messina mit einer empirischen Erhebung unter den Studenten aller Instrumentalkurse an den Konservatorien von Palermo und Messina. Später erwarb sie zwei Master-Abschlüsse in Fachdidaktik und promovierte ein paar Jahre später in Musikdidaktik. 2011 absolvierte sie das Berklee College of Music in Boston mit einem Abschluss in Jazzkomposition.
Donatos Debütalbum Pristine mit dem Cettina Donato Quintet erschien 2008. 2011 gründete sie in Boston ihr Cettina Donato Orchestra (eine um ein Streichquartett erweiterte Bigband), mit dem sie das Folgealbum Crescendo (2012) einspielte. In Los Angeles dirigierte sie das Late Night Jazz Orchestra, in Italien das Orchestra del Teatro Vittorio Emanuele, das Orchestra Sinfonica della Provincia di Bari, das Lucca Jazz Donna Orchestra und das New Talents Jazz Orchestra, mit denen sie eigene Werke vorstellte.
Neben der Arbeit mit großen Ensembles wirkte Donato regelmäßig mit eigenen Trio- und Quartettformationen. 2015 erschien ihr Album Third in Triobesetzung. 2017 veröffentlichte sie Persistency: The New York Projekt im Quartett mit dem Schlagzeuger Eliot Zigmund. Ihr Album Piano 4 Hands (2019) stellte ihr Duo mit Stefania Tallini vor. 2021 erschien als Hommage an den Dichter Antonio Caldarella das Album I Siciliani mit Ninni Bruschetta. Im Laufe ihrer Karriere trat sie weiterhin mit Musikern wie Stefano Di Battista, Fabrizio Bosso, Ray Santisi, Joanne Brackeen, Greg Hopkins, Dick Lowell, David Santoro, Adam Nussbaum, Ron Savage und Matt Garrison auf. Sie hat ihr Spiel und ihre Kompositionen auch bei italienischen Festivals wie Umbria Jazz vorgestellt.
Donato schrieb zahlreiche Arrangements für Ensembles in den Bereichen von Klassik, Jazz und Popmusik. Weiterhin unterrichtet sie Jazz-Klavier am Konservatorium in Bari und Jazz-Komposition am Konservatorium in Messina.

## Preise und Auszeichnungen
Donato erhielt 2011 den Carla Bley Award als bester Jazzkomponist unter den Studienabgängern des Berklee College of Music. Zwei ihrer Alben, Crescendo und Third wurden in Italien von JazzIt in der Rubrik „beste Jazzalben des Jahres“ hervorgehoben. Einige von Cettinas Kompositionen wurden bei Jazzwettbewerben als beste Kompositionen ausgewählt. 2016 wurde sie mit dem JazzIt Award als Arrangeur ausgezeichnet. 2019 wurde sie von der Universität Messina unter die Alumni eccellenti aufgenommen.